# Echipa națională de fotbal a Groenlandei
Echipa națională de fotbal a Groenlandei este echipa națională ce reprezintă Groenlanda (teritoriu autonom ce aparține de Regatul Danemarcei), fiind controlată de Asociația de Fotbal a Groenlandei.

## Istoria competițională

### FIFI Wild Cup
Groenlanda a participat în anul 2006 la FIFI Wild Cup 2006. Aici a jucat două meciuri, dar a pierdut împotriva reprezentativei Ciprului de Nord cu scorul de 0-1 în primul meci și cu 2-4 în al doilea meci disputat cu reprezentativa din Zanzibar și astfel a fost eliminată.

### ELF Cup
Groenlanda a participat și la ELF Cup, unde a fost eliminată din prima rundă. Aceștia au jucat trei meciuri fiind victorioși în primul meci împotriva celor din Găgăuzia scor 2-0, remizând împotriva celor din Zanzibar scor 1-1 și pierzând împotriva celor din Kârgâzstan 0-1 în ultimul meci disputat.

## Lotul anului 2009
- (GK) Loqe Svane 	        (B-67)
- (GK) Anders Cortsen	(Nagdlunguaq-48)
- Aputsiaq Birch 	        (B-67)
- Jim Degn Olsvig	        (Nagdlunguaq-48)
- Jens Jacobsen 	        (Nagdlunguaq-48)
- Joorsi Skade	        (Eqaluk 56)
- Lars-Niels Bertherlsen 	(B-67)
- Aputsiaq Hansen            (Kissaviarsuk-33)
- Hans Knudsen 	        (Kissaviarsuk-33)
- Peri Fleischer	        (Siumut Amerdlok Kunuk)
- Maasi Maqe 	        (B-67)
- John Eldevig 	        (B-67)
- Anders Petersen 	        (B-67)
- Kaali Matthaeussen	        (Nagdlunguaq-48)
- Pavia Molgaard 	        (Siumut Amerdlok Kunuk)
- Jens Knud Lennert 	        (Kissaviarsuk-33)
- Thomas Brand (Siumut Amerdlok Kunuk)

## Jucători importanți
- Niklas Kreutzmann
- Jesper Grønkjær

## Antrenori
- 1996:  Ulf Abrahamsen
- 1997-1999:  Lars Olsvig
- 2000-2002:  Sepp Piontek
- 2002- :  Jens Tang Olesen